# Сармак
Са́рмак (ингуш. Сармак,  чечен. Саьрмик) — дракон, змей. Персонаж вайнахской мифологии.

## В мифологии

#### В сказках, сказаниях, преданиях и легендах
- Перекрывал людям доступ к воде  или "брал озеро в кольцо". За пользование водой требовал дань в виде девушки. Его убивают или семь богатырей-братьев или же в качестве помощи, бог спускает с небес тучи, которые поднимают дракона на небо, открывая доступ к воде[2][3][4][5].
- Изрыгает синее пламя[6].
- Обвивает дуб, на котором находится гнездо орлицы и поедает её птенцов[6].
- Гость для горца священен, и даже Сармак соблюдает по отношению к нему обычай гостеприимства[6].
- Обитает в нижнем мире (мире мёртвых), и находились в подчинении бога Эштра. Сармаки и прочие змеи лежат на золоте и серебре, которое разбросано по земле во фруктовых садах[6].
- На свете много зверей, удавов, но под землёй их ещё больше. Все подземные сармаки и змеи говорят, что их тамада находится в верхнем мире, а сармаки и змеи верхнего мира говорят, что их тамада живёт в нижнем мире[6].
- Iэржи Хожа (Чёрный Хожа) пахал на сармаках землю. Вместо кнутов погонял он их змеями[6].
- Вблизи Насыр-Корта протекает речка Наьсаре и там есть болотца. Рассказывают, что раньше это было озеро и там проживал Сармак[2].

#### В нартском эпосе
- Сартал-Сармак или царь Дракон. Ночью превращался в дракона и вредил людям. В бою Солсой, громовержец Села молнией поразил Сартала в правый глаз[5].
- Дочь ногайского хана, за отказ взять её в жёны, превратилась в Сармака и успела укусить нарта Нясара за подбородок[5].
- Также известен мотив, в котором дракон лежит с открытым ртом и пускает в реку ядовитые слюни[1][5].
- В нартском эпосе, Сармак проглатывает солнце, и затем, чтобы оно не сожгло его, ложится у истока реки с открытым ртом. Хамчий Патриж по просьбе Малха-Азы убивает дракона и освобождает солнце[5].
- Являлся во сне провидцу Боткий Ширтке  и предупреждал насчёт злых умыслов нарта Инкара[5].

## Список легенд, преданий и сказок

#### Нартский эпос
- Как Сеска Солса победил Сартала[5]
- Хамчий Патарз и Малха-Аза[5]
- Нарт Тох, Малха Аза и их сын Моказ[5]
- Нарты Цок и его сын Нясар, Мехка-нана и Хи-нана[5]
- Почему была наслана зараза[5]

#### Сказания
- Хорачоевское сказание [2][4]

#### Сказки
- Золотые листья[3]
- Чайтонг - сын медведя[3]
- Как обманули сармака[3]
- Князь и Жера-Баба[3]
- Мерий-Тотал[3]
- Прославленный лекарь[3]
- Князь Бигалди[3]
- Храбрее сармака[3]
- Три брата и сармак[3]
- Спор о солнце и луне[3]
- Склон Мажки[3]
- Князь Бигалди[6]

#### Предания
- Про Ялхой-Мохк и хребет Мушан-Дук[6]
- Ачхой-Мартановский Дуда Исмаилович[6]

Современная литература
Рассказ-повесть о приключениях экзорциста Антона Козловского "Сармак", автора Михаила Аказина

## Топоним
У чеченцев известно ещё и другое название Казбека. «Саьрмак бижина корта» — «вершина, где лежал дракон». 

## В музыке
- Псевдоним музыканта чеченского происхождения из Бельгии. Он был вокалистом и гитаристом блэк-метал группы Lycanthropy's Spell. Умер от сердечной недостаточности 11 сентября 2005 года[8].